# 大沼哲

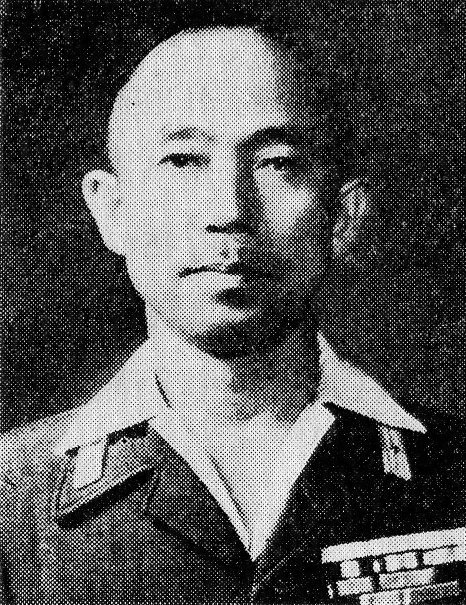
陸軍軍楽少佐時代の大沼哲

大沼 哲（おおぬま さとる、1889年6月17日 - 1944年10月18日）は、日本の陸軍軍人、作曲家、指揮者。最終階級は陸軍軍楽少佐。山形県米沢市出身。

## 経歴
1889年、小学校長を勤める音楽好きな父の家に生まれるが、7歳のころ生家の大滝家を離れ親戚の大沼家の養子となる。米沢工業学校卒業後に音楽への思い止みがたく上京して、軍楽兵を目指し1907年陸軍戸山学校に入校。同校を首席で卒業し銀時計を授与される（俗に言う「恩賜の銀時計組」）。1912年に陸軍戸山学校軍楽隊を中心とする選抜メンバーでイギリス演奏旅行する際、メンバーに選ばれず永井建子軍楽隊長の留守居役を命じられたことに発奮し、フランス語を習得した。また武井守成のマンドリン合奏団『オルケストラ・シンフォニカ・タケヰ』で指揮者としての活動も行った。
戸山学校軍楽隊在勤中の1925年にフランスへ作曲を学ぶために留学。スコラ・カントルムで学び、ヴァンサン・ダンディに師事する。その後欧米各地を回り1927年に帰国、戸山学校軍楽隊長を経て、太平洋戦争（大東亜戦争）当時は南方軍総司令部軍楽隊長となった。1943年に陸軍軍楽隊では初めて少佐に昇進。1944年10月、フィリピン防衛戦勃発のためアメリカ軍の攻撃を避けるため南方軍総司令部はマニラからサイゴンに移動、それに南方軍軍楽隊も同行したが、フィリピン沖で乗船の輸送船「白鹿丸」が撃沈され隊員25名とともに戦死。生存者の目撃談によれば、大沼は「白鹿丸」の沈没後ドラム缶を縛った俄か筏の上に乗り、海に浮かぶ隊員を集めたり激励していたという。しかし、同日は悪天候で大時化の状態であり、全員波に呑まれて死亡したものとされている。なお、もし他部隊に所属していたら中佐ないし大佐に特進したはずであるが、戦死時の階級が軍楽隊の最高位である少佐であったため、戦死による死後特進の対象外であり、戦死後も少佐のままとされた。
大沼の功績としては、フランス式喇叭鼓隊の導入と戸山学校においてのソルフェージュ導入による音程教育が挙げられる。また、作曲の才能は山田耕筰がライバル視して警戒するほど高かったと言われている。しかし、不幸にも早世したことに加えて交響曲などの作品の多くが関東大震災及び戦災により失われ、現存する作品は行進曲などの吹奏楽曲が多い。この他、マンドリン作品は今日でも演奏される。
第1回全日本吹奏樂競演會 紀元二千六百年奉祝 集團音楽大行進並大競演會(現全日本吹奏楽コンクール)(1940年(昭和15年)11月23日)、第2回大会 全国吹奏樂大行進大競演會(1941年(昭和16年)11月23日)では、審査委員を務めた。

## 主な作品

### 管弦楽曲
- 交響曲『平和』（1923年）（焼失）
- 『三つのヴァリエーションによる変奏曲（管弦楽小品三章）』（1915年）（不明）
- 『皇太子御成婚奉祝前奏曲』（1924年1月、「皇太子御成婚祝宴曲」を大正天皇の命により管弦楽版に編曲した作品。宮城の豊明殿で初演）
- 交響曲『夕映え―洋上にて』(1926年2月、渡仏旅行の際の船上で書き上げた作品。スコラ・カントルム音楽院卒業の際に作曲者指揮校内オーケストラで初演）（不明）
- 『マルシュ・オマージュ』（1927年、1925年の吹奏楽版の編曲）
- 『五つの舞曲による組曲』（1927年1月、帰国の際の船上で書き上げた作品）（不明）
- 『昭和奉讃序曲』（1927年2月、東京中央放送局の委嘱により作曲）
- 『チェロ協奏曲』(1927年2月、ヨゼフ・ケーニヒのために作曲）（不明）
- 『ピアノ協奏曲』（1929年1月）（不明）
- 『鎮守祭』（ピアノ版の編曲）
- 『子猫』（ピアノ版の編曲）
- 『可憐な乙女』（ピアノ版の編曲）

### 吹奏楽曲
- 『奉祝前奏曲』（1924年）
- 『立派な兵隊』（1924年、戦後は『立派な青年』と改題して演奏される）
- 『誓忠行進曲』（1925年)
- 『陸軍行進曲・その2』（本間雅晴作詞。その1（巖谷小波作詞・佐藤長助作曲）もある）
- 『園遊曲』（1929年2月、李垠と李方子のヨーロッパ旅行帰国園遊会のために作曲）（不明）
- 『少年戦車兵の歌』
- 『戦車の進撃』
- 『機甲団の歌』
- 『青年マーチ』
- 『進む日の丸』
- 『大歓喜』
- 『伸び行く日本』
- 『ツラン民族』
- 『安南王の行列』（吹奏楽意想曲）
- 『森の遊び』（吹奏楽意想曲）
- 『友と語らん』（吹奏楽意想曲）
- 『野営の篝火』（吹奏楽意想曲）

第1回全日本吹奏樂競演會 紀元二千六百年奉祝 集團音楽大行進並大競演會 喇叭鼓楽部 課題曲
- 『従軍記者』（吹奏楽意想曲）
- 『質実剛健』（吹奏楽意想曲）
- 行進曲『精鋭』

### マンドリンオーケストラ
- 『マンドリン・オーケストラのためのコンソラシオン（マンドリン五重奏曲）』（1915年）（焼失）
- 『マンドリン四重奏曲ハ長調』（1922年8月）（関東大震災により焼失）
- 『祝典序楽』（1924年）
- 『第一前奏曲』（1925年）
- 『夜の祭』（1925年、武井守成の『朝の前奏曲』・菅原明朗の『真昼の行列』との共作『三人の友の組曲』の一曲）

### 室内楽曲
- 『幻の城・御三階』（1908年、米沢城への追憶のために作曲された弦楽四重奏曲）（焼失）
- 『フルートとギターのためのパヴァーヌ（フルートとギターの重奏曲）』（1915年）（焼失）
- 『子猫』（ピアノ曲）
- 『可憐な乙女』（ピアノ曲）
- 『鎮守祭』（ピアノ曲）
- 『Un hiver（或る冬）』(1918年4月、武井守成に献呈されたギター独奏曲）
- 『皇太子御成婚祝宴曲』(1925年1月、宮内省から委嘱された弦楽四重奏曲）
- 『ピアノ・ソナタ』（1926年2月）（不明）

### 歌曲
- 山形県立米沢商業高等学校創立二十周年校歌『雲に横たふ』（1922年3月）（作詞：須藤栄吉）
- 『全国選抜中等学校野球大会歌』「陽は舞いおどる甲子園」（1934年3月）（作詞：薄田泣菫）
- 童謡『興亜の鐘』
- 童謡『木の葉』（1938年12月、長女・茂子の詞に作曲）
- 『靖国神社』
- 『野営の篝火』

### 編曲
- 『靴が鳴る』（原曲・弘田龍太郎「靴が鳴る」）
- 『敵は幾万』（原曲・小山作之助「敵は幾万」）
- 『昭和の子供』（原曲・佐々木すぐる「昭和の子供」）
- 『出征兵士を送る歌』（原曲・林伊佐緒「出征兵士を送る歌」）

## 教え子
- 石田一郎
- 菅原明朗
- 平尾貴四男
- 佐藤長助